# Ескальдес-Енгордань
Ескальдес-Енгордань (кат. Escaldes-Engordany) — одна з семи паррокій (громад) Андорри. Розташована на південному сході країни. Однойменне місто Ескальдес фактично злилося зі столицею Андорра-ла-Велья. Основна пам'ятка — терморозважальний комплекс «Кальдеа».

## Населення громади
| № | Населенні пункти    | Населення, осіб | Населення, осіб |      |      |
| - | ------------------- | --------------- | --------------- | ---- | ---- |
| № | Населенні пункти    |                 |                 | 2002 | 2012 |
| 1 | Ескальдес-Енгордань | 15 528          | 14 282          |      |      |

## Відомі люди
- Сержі Морено (* 1987) — андоррський футболіст.